# Don Matheson
Pour les articles homonymes, voir Matheson.
Don Matheson (Dearborn, Michigan (États-Unis), 5 août 1929 – Woodland Hills, Los Angeles, 29 juin 2014), est un acteur américain.

## Filmographie
- 1968 : Au pays des géants ("Land of the Giants") (série TV) : Mark Wilson
- 1975 : The Runaways (TV) : Haines
- 1975 : Murph the Surf (en) de Marvin J. Chomsky
- 1963 : Hôpital central ("General Hospital") (série TV) : Cameron Faulkner (1975-1976)
- 1981 : Falcon Crest ("Falcon Crest") (série TV) : Padgett (1984)
- 1985 : Alice au pays des merveilles (Alice in Wonderland) (TV) : Le Chevalier Rouge
- 1987 : Six Against the Rock (TV) : General Merrill

- 1965 : Des jours et des vies ("Days of Our Lives") (série TV) : Judge Robert Novack (1987)

- 1990 : Dragonfight (pl) : Dartois
- 1992 : Striptease infernal (Somebody's Daughter) (TV) : Wilkie
- 1993 : Younger and Younger : Max
- 1987 : Magnum P.I.  : Paul Mayfield